# Хексан
Хексанът (C6H14) е въглеводород от хомоложния ред на алканите с 6 въглеродни атома. Известни са общо 5 структурни изомера – n-хексан, 2-метилпентан, 3-метилпентан, 2,2-диметилбутан, 2,3-диметилбутан. Хексанът и изомерите му се получават главно от нефта като фракцията която кипи между 50 до 70 °C.

## Свойства на n-хексан
N-хексанът е безцветна, леснолетлива течност с мирис на бензин. Той е неполярен и на практика не се смесва с вода. При 20 °C един литър вода се разтварят 50 mg. За сметка на това се смесва с много органични разтворители. Парите на пентана са по тежки от въздуха, при изтичане се натрупват по пода и ниските части на помещението. При високи концентрации действа опияняващо и с него се злоупотребява. Един от продуктите на метаболизма на хексана е 2,5-хександион, който уврежда нервната система.
Хексанът е леснозапалим и гори като всички алкани, при което се получават въглероден диоксид и вода. Химическите му свойста са типични за алканите (вж. алкан).

## Приложение
В смес с пентан и др. е известен като петролев етер, използва се като лесно изпарим разтворител например при рафинирането на олио.
Използва се като разтворител за различни химикали, като разтворител при различни химични процеси (полимеризационни реакции), разтворител за лакове и бои и др. Хексанът влиза в състава на бензина.
Използването на хексана като разтворител за различни реакции се дължи на това, че той, както и останалите алкани, е сравнително инертен и трудно влиза в реакции с други вещества. По този начин той не може да повлияе на провежданата реакция.